# Centroneuralia
A Centroneuralia a kétoldali szimmetriájú állatok (Bilateria) egy feltételezett kládja. A Centroneuralia-hipotézis a gerinchúrosokat az ősszájúakkal rokonítja a központi idegrendszer megléte alapján. Az ős- és újszájúak elkülönítésével szemben több tanulmány szerint is támogatottak e hipotézisek. A hipotézis alapján a Centroneuralia a Xenambulacraria testvérkládja, a Bilateria két bazális kládjának egyike.
A Centroneuralia-hipotézis a Nephrozoához hasonló kládot határoz meg azzal a kivétellel, hogy a Nephrozoa-hipotézis szerint újszájú Ambulacraria a Centroneuralia-hipotézis szerint a Xenacoelomorpha testvércsoportjaként szerepel – azonban a Centroneuralia többi tagja a Nephrozoa tagja is.
A Centroneuralia filogenomikai eredetű: a 2010-es évektől megjelent tanulmányok szerint az egyszerű, helyben homogén modellek szerint az újszájúak kládot alkotnak, míg az összetettebb, helyben heterogén modellek a Centroneuraliát gyakrabban határozzák meg kládként.

## Történet
Az újszájúak tulajdonságait – a második üregként kialakuló szájat, a sugaras barázdálódást és a bélüreget – eredetileg az újszájúak szünapomorfiájának tartották. Morfológiai és embriológiai nézőpontból az újszájúak közös jellemzőiként ma csupán a kopoltyúüregek vagy -pórusok és feltehetően az endostylus különböztethetők meg. Az újszájúak csoportja valószínűleg parafiletikus, és eredetileg meghatározott jellemzőik egyes vedlő állatokra és a ma az ősszájúakhoz sorolt nyílférgekre is jellemzők.
Már 2021-ben is voltak tanulmányok, melyek a gerinchúrosok közeli rokonaiként az ősszájúakat határozták meg, és az – e tanulmányokban még meg nem nevezett – Centroneuralia gyengén támogatott kládnak bizonyult.
A Centroneuraliát először Kapli  et al. javasolták 2021-ben a gerinchúrosokat és az ősszájúakat tartalmazó lehetséges kládként, szembeállítva egy másik, szintén ekkor létrehozott lehetséges kláddal, az Orthozoa csoporttal. E hipotézisek közös jellemzője, hogy szerintük az újszájúak polifiletikus csoportot alkotnak, mivel szerintük a tüskésbőrűek az ősszájúaknak közelebbi rokonai, mint a gerinchúrosoknak. Kapli  et al. 31, korábban csak az újszájúak esetén ismert génből 24-et kimutattak ősszájúakban vagy nem a Bilateriához tartozó kládokban újabb, jobb fajmintavétellel rendelkező genomikai eszközökkel.
Natsakis 2022-ben a Centroneuralia-hipotézist az Orthozoa-hipotézisnél kissé jobban alátámasztottnak mutatta ki.

## Anatómia
A Centroneuraliát a többi kétoldali szimmetriájú állattól a központosult idegrendszer különbözteti meg, innen a neve.

## Rendszertan
A Centroneuralia-hipotézis értelmében a kétoldali szimmetriájú állatok rendszertana a következő:
|  | Xenacoelomorpha |
|  |                 |
|  | Ambulacraria    |
|  |                 |

|  | Chordata    |
|  |             |
|  | Protostomia |
|  |             |

|  | Xenacoelomorpha |
|  |                 |
|  | Ambulacraria    |
|  |                 |

|  | Chordata    |
|  |             |
|  | Protostomia |
|  |             |

## Fordítás
Ez a szócikk részben vagy egészben  a   Centroneuralia című angol Wikipédia-szócikk ezen változatának fordításán alapul.  Az eredeti cikk szerkesztőit annak laptörténete sorolja fel. Ez a jelzés csupán a megfogalmazás eredetét és a szerzői jogokat jelzi, nem szolgál a cikkben szereplő információk forrásmegjelöléseként.